# Filip Jørgensen (calciatore norvegese)
Filip Rønningen Jørgensen (Kragerø, 27 maggio 2002) è un calciatore norvegese, centrocampista dell'Odd.

## Carriera

### Club
Jørgensen è cresciuto nelle giovanili del Kragerø, debuttando poi in prima squadra e giocando in 6. divisjon. Successivamente, è entrato a far parte delle giovanili dell'Odd. Il 27 febbraio 2020 ha firmato il primo contratto professionistico con questo club.
Ha esordito in Eliteserien in data 21 giugno 2020, subentrando a Fredrik Nordkvelle nella sconfitta per 1-0 arrivata sul campo dello Strømsgodset. Il 24 agosto successivo ha prolungato l'accordo con la squadra, fino al 31 dicembre 2024.
Il 24 maggio 2021 ha segnato la prima rete nella massima divisione locale, nel pareggio interno per 1-1 arrivato contro il Sarpsborg 08.

### Nazionale
Jørgensen ha giocato la prima partita per la Norvegia under 20 in data 7 ottobre 2021, quando è stato titolare nella vittoria per 1-2 contro il Portogallo, a Lisbona.

## Statistiche

### Presenze e reti nei club
Statistiche aggiornate all'11 giugno 2023.
| Stagione       | Club           | Campionato     | Campionato | Campionato | Coppe nazionali | Coppe nazionali | Coppe nazionali | Coppe continentali | Coppe continentali | Coppe continentali | Supercoppe | Supercoppe | Supercoppe | Totale | Totale |
| Stagione       | Club           | Comp           | Pres       | Reti       | Comp            | Pres            | Reti            | Comp               | Pres               | Reti               | Comp       | Pres       | Reti       | Pres   | Reti   |
| -------------- | -------------- | -------------- | ---------- | ---------- | --------------- | --------------- | --------------- | ------------------ | ------------------ | ------------------ | ---------- | ---------- | ---------- | ------ | ------ |
| 2017           | Kragerø        | 6D             | ?          | ?          | -               | -               | -               | -                  | -                  | -                  | -          | -          | -          | ?      | ?      |
| 2018           | Kragerø        | 6D             | ?          | ?          | -               | -               | -               | -                  | -                  | -                  | -          | -          | -          | ?      | ?      |
| Totale Kragerø | Totale Kragerø | Totale Kragerø | ?          | ?          |                 | -               | -               |                    | -                  | -                  |            | -          | -          | ?      | ?      |
| 2020           | Odd            | ES             | 23         | 0          | -               | -               | -               | -                  | -                  | -                  | -          | -          | -          | 23     | 0      |
| 2021           | Odd            | ES             | 28         | 2          | CN              | 4               | 1               | -                  | -                  | -                  | -          | -          | -          | 32     | 3      |
| 2022           | Odd            | ES             | 28         | 3          | CN              | 3               | 2               | -                  | -                  | -                  | -          | -          | -          | 31     | 5      |
| 2023           | Odd            | ES             | 11         | 2          | CN              | 3               | 0               | -                  | -                  | -                  | -          | -          | -          | 14     | 2      |
| Totale Odd     | Totale Odd     | Totale Odd     | 90         | 7          |                 | 10              | 3               |                    | -                  | -                  |            | -          | -          | 100    | 10     |
| Totale         | Totale         | Totale         | 90+        | 7+         |                 | 10              | 3               |                    | -                  | -                  |            | -          | -          | 100+   | 10+    |